# The Three Degrees (álbum)
The Three Degrees es el segundo álbum de estudio del grupo musical estadounidense del mismo nombre. Fue publicado en octubre de 1973 a través de Philadelphia International Records.

## Recepción de la crítica
Un escritor no especificado de la revista Cash Box declaró: “Este LP debut del trío para (¿quién más?) Gamble y Huff les ofrece todas las oportunidades para mostrar todos los talentos que los han convertido en una atracción de SRC durante los últimos cinco años. «Dirty Ol' Man» es una melodía fuerte pero lastimera que finge inocencia detrás de un frente abiertamente sexy. [...] Todo este LP es genial y una sola escuchada te dirá por qué”. Un escritor no especificado de la revista Billboard escribió que el “trío femenino muy respetado obtiene una auspiciosa producción de Gamble-Huff para su entrada LP”. Un escritor no especificado de la revista Record World escribió: “El tentador trío ha venido a Filadelfia para grabar con los maestros del éxito Kenny Gamble y Leon Huff. Los resultados son emocionantes y provocativos (al igual que las fotos del álbum) y entre los mejores cortes se encuentran el sencillo actual «Dirty Ol' Man», «I Didn't Know» y «Year of Decision»”.

### Revisiones retrospectivas
En su reseña en retrospectiva para AllMusic, Amy Hanson declaró: “Aunque en última instancia es irregular en algunos lugares, The Three Degrees fue una buena introducción para la asociación entre la banda y el sello que los pondría en el mapa. Un fino puente entre el sugar soul y las sensuales cuerdas disco que acechan en el futuro de la banda”.

## Lista de canciones
| Lado uno |                                         |                                             |               |          |  |
| N.º      | Título                                  | Escritor(es)                                | Arreglista    | Duración |  |
| 1.       | «Dirty Ol' Man»                         | Kenneth Gamble Leon Huff                    | Bobby Martin  | 4:33     |  |
| 2.       | «Can't You See What You're Doing to Me» | Joseph B. Jefferson Bruce Hawes             | Lenny Pakula  | 2:31     |  |
| 3.       | «A Woman Needs a Good Man»              | Bunny Sigler Mikki Farrow Marvin E. Jackson | Norman Harris | 4:19     |  |
| 4.       | «When Will I See You Again»             | Gamble Huff                                 | Bobby Martin  | 2:58     |  |

| Lado dos |                        |                  |               |          |  |
| N.º      | Título                 | Escritor(es)     | Arreglista    | Duración |  |
| 1.       | «I Didn't Know»        | Sigler Jean Lang | Richard Rome  | 2:50     |  |
| 2.       | «I Like Being a Woman» | Jefferson Hawes  | Richard Rome  | 3:56     |  |
| 3.       | «If and When»          | Jefferson Sigler | Lenny Pakula  | 7:07     |  |
| 4.       | «Year of Decision»     | Gamble Huff      | Norman Harris | 2:42     |  |

## Posicionamiento
| Gráfica (1973–75)                         | Pico de posición |
| ----------------------------------------- | ---------------- |
| Australia (Kent Music Report)             | 46               |
| Estados Unidos (Billboard Top LPs & Tape) | 28               |
| Estados Unidos (Billboard Soul LPs)       | 33               |
| Estados Unidos (Cash Box Top 100 Albums)  | 40               |
| Estados Unidos (Record World Album Chart) | 34               |
| Reino Unido (UK Albums Chart)             | 11               |

## Certificaciones y ventas
| País              | Certificación | Ventas  |
| ----------------- | ------------- | ------- |
| Reino Unido (BPI) | Oro           | 100 000 |